# Kyra Kyrklund
Kyra Maria Christine Kyrklund, född 30 november 1951 i Helsingfors i Finland, är en finlandssvensk dressyrryttarinna. Hon började tävla som 16-åring och har vunnit bland annat världscupstitel 1991 i Paris. Kyrklund har vunnit finska mästerskapen hela tio gånger. Idag bor hon i England och tränar andra ekipage i dressyr. Kyra Kyrklund är adjungerad professor i ridkonst med inriktning dressyr vid Sveriges Lantbruksuniversitet.

## Biografi
Kyra Kyrklund hade ett stort hästintresse redan som liten. Hon red på sin gudmors tyngre arbetshästar under somrarna, men efter att ha ramlat av och brutit armen beslöt sig Kyrklunds föräldrar för att låta henne lära sig rida på ridskola. 
Som 16-åring började Kyrklund tävla. År 1967 deltog hon i Nordic Cup i Lahtis, i en nybörjarklass i banhoppning. Kyrklund fick då en inbjudan till att vara med i det finska juniorlaget i hoppning med en lånad vallack av polskt ursprung vid namn Dragon. Även om hon inte visste om han kunde hoppa högre så tackade hon ja, och det finska laget vann Nordic Cup medan Kyrklund själv fick en individuell silvermedalj. 
Kyrklund fortsatte med hoppningen och fick sin egen häst, halvblodshästen Kasper. År 1969 tävlade de tillsammans i tre olika finska juniormästerskap. Där placerade hon sig etta i dressyren, tvåa i fälttävlan och fyra i hoppningen. 
År 1972 tog Kyrklund studenten och planerade att läsa till veterinär. Men hon tog ett sabbatsår för att läsa på Strömsholm i Sverige och utveckla sin ridning innan hon påbörjade sina studier. Men studierna lades på hyllan när Kyrklund stannade i hela två år på Strömsholm och åkte sedan tillbaka till Finland för att arbeta med hopphästar. Nu började Kyrklund själv även att tävla i dressyr istället för hoppning, baserad på den strikta och noggranna militära ridstilen som hon lärt sig på Strömsholm.
År 1976 öppnade hon en egen träningsanläggning, Helsingin Kilpatalli (Helsingfors tävlingsstall), där hon själv arbetade som tränare. Under den här tiden tävlade Kyrklund i OS för första gången i Moskva 1980, där hon slutade på en femte plats. Hon tränade det finska juniorlandslaget. Hennes elever vann flera internationella tävlingar. Hon deltog i OS 1988 i Seoul, där laget hamnade på en sensationell sjätte plats, medan Kyrklund själv slutade på en individuell femte plats.  
Kyrklund sålde verksamheten 1991 för att flytta till Sverige för att arbeta som dressyrtränare på Flyinge Hingstdepå. Det nya jobbet gav henne oändliga möjligheter och många olika hästar att tävla med, och samma år vann hon Världscupen i dressyr. I OS 1992 i Barcelona blev hon än en gång femte i dressyr på hästen Edinburg.
År 1998 flyttade Kyrklund och hennes sambo Richard till West Sussex i England där de har den egna gården Snowhill Farm. Kyrklund arbetar fortfarande[när?] som tränare, bland annat tränar hon svenska mästaren och världsmästaren Jan Brink och hans häst Briar, och hon håller kurser och clinics över hela världen. Kyrklund har även utvecklat ett eget klädmärke med stall- och ridkläder.
I OS 2008 i Kina deltog Kyrklund på Max med en åttondeplacering som resultat.

## Meriter

### Medaljer

#### Guld
- Världscupen i dressyr 1991 i Paris (individuell)

#### Silver
- VM 1990 i Stockholm (individuell

#### Brons
- Världscupen i dressyr  i Göteborg (individuell)
- Världscupen i dressyr i s'Hertogenbosch (individuell)

### Övriga meriter
- Tiofaldig vinnare av finska mästerskapen i dressyr (1972, 1976, 1977, 1978, 1979, 1983, 1986, 1987, 1988 och 1989)
- Vann guld i skandinaviska mästerskapen i Naestved 1979
- Trippel svensk champion med hästen Tiptop i 4, 5 och 6-årsklasserna (1998-2000)
- Har vunnit prestigefyllda Dressage Derby i Hamburg tre gånger (1984, 1988 och 1997)

### Utmärkelsetecken
- Finlands idrottskulturs förtjänstmedalj[3]

[Redigera Wikidata]

## Topphästar
- Matador II (född 1979), mörkbrun Danskt varmblod e:May Sherif
- Edinburgh (född 1982), rapp Trakehnare e:Elever
- Flyinge Amiral (född 1985), fuxfärgat Svenskt halvblod e:Napoleon
- Master (född 1988), mörkbrun Svenskt halvblod e:Ceylon
- Tiptop (född 1994), mörkbrun Svenskt halvblod e:Master
- Max (född 1995), rapp Svenskt halvblod e:Master
- Andiamo Tyme (född 1991), skimmel Oldenburgare e:Andiamo